# Liga Campionilor EHF Feminin 2018-2019 - fazele eliminatorii
Acest articol descrie fazele eliminatorii ale Ligii Campionilor EHF Feminin 2018-2019.

## Echipele calificate
Echipele clasate pe primele patru locuri din fiecare grupă principală au avansat în fazele eliminatorii.
| Grupa | Locul 1           | Locul 2             | Locul 3         | Locul 4         |
| ----- | ----------------- | ------------------- | --------------- | --------------- |
| 1     | Metz Handball     | Rostov-Don          | ŽRK Budućnost   | Odense Håndbold |
| 2     | Győri Audi ETO KC | Vipers Kristiansand | Ferencvárosi TC | CSM București   |

## Format
În sferturile de finală, echipele clasate pe primul loc în fiecare grupă principală au jucat împotriva echipelor de pe locul patru din cealaltă grupă principală, iar echipele clasate pe al doilea loc au jucat împotriva celor clasate pe locul al treilea. Câștigătoarele sferturilor de finală au avansat în Final four, iar o tragere la sorți a stabilit felul cum vor au fost apoi distribuite echipele în semifinale.

## Sferturile de finală
| Echipa 1        | Scor gen. | Echipa 2            | Tur   | Retur |
| --------------- | --------- | ------------------- | ----- | ----- |
| CSM București   | 48 – 54   | Metz Handball       | 26–31 | 22–23 |
| Odense Håndbold | 49 – 62   | Győri Audi ETO KC   | 28–29 | 21–33 |
| Ferencvárosi TC | 48 – 62   | Rostov-Don          | 26–29 | 22–33 |
| ŽRK Budućnost   | 37 – 49   | Vipers Kristiansand | 19–24 | 18–25 |

### Tur
| 5 aprilie 2019 19:00 | CSM București | 26 – 31 | Metz Handball | Sala Dinamo, București Asistență: 2.538 Arbitri: Vranes, Wenninger |
| 5 aprilie 2019 19:00 | Radičević 10  | (11–14) | Smits 6       | Sala Dinamo, București Asistență: 2.538 Arbitri: Vranes, Wenninger |
| 5 aprilie 2019 19:00 | 5× 3×         | Cronica | 3× 2×         | Sala Dinamo, București Asistență: 2.538 Arbitri: Vranes, Wenninger |

| 7 aprilie 2019 15:30 | Ferencvárosi TC  | 26 – 29 | Rostov-Don   | ÉRD Aréna, Érd Asistență: 2.200 Arbitri: Năstase, Stancu |
| 7 aprilie 2019 15:30 | Háfra, Klujber 7 | (13–14) | Managarova 7 | ÉRD Aréna, Érd Asistență: 2.200 Arbitri: Năstase, Stancu |
| 7 aprilie 2019 15:30 | 5× 4×            | Cronica | 7× 4×        | ÉRD Aréna, Érd Asistență: 2.200 Arbitri: Năstase, Stancu |

| 7 aprilie 2019 17:50 | Odense Håndbold | 28 – 29 | Győri Audi ETO KC | Odense Idrætshal, Odense Asistență: 2.236 Arbitri: Jurinović, Mrvica |
| 7 aprilie 2019 17:50 | Bakkerud 11     | (13–18) | Oftedal 8         | Odense Idrætshal, Odense Asistență: 2.236 Arbitri: Jurinović, Mrvica |
| 7 aprilie 2019 17:50 | 3×              | Cronica | 2×                | Odense Idrætshal, Odense Asistență: 2.236 Arbitri: Jurinović, Mrvica |

| 7 aprilie 2019 20:00 | ŽRK Budućnost | 19 – 24 | Vipers Kristiansand | Centrul Sportiv Morača, Podgorica Asistență: 2.856 Arbitri: García, Marín |
| 7 aprilie 2019 20:00 | Jauković 5    | (8–10)  | Reistad 6           | Centrul Sportiv Morača, Podgorica Asistență: 2.856 Arbitri: García, Marín |
| 7 aprilie 2019 20:00 | 4× 2×         | Cronica | 4× 3× 1×            | Centrul Sportiv Morača, Podgorica Asistență: 2.856 Arbitri: García, Marín |

### Retur
| 13 aprilie 2019 16:00 | Rostov-Don | 33 – 22 | Ferencvárosi TC | Palatul Sporturilor, Rostov-pe-Don Asistență: 3.500 Arbitri: Mandák, Rudinský |
| 13 aprilie 2019 16:00 | Abbingh 7  | (15–9)  | Háfra 7         | Palatul Sporturilor, Rostov-pe-Don Asistență: 3.500 Arbitri: Mandák, Rudinský |
| 13 aprilie 2019 16:00 | 2× 3×      | Cronica | 2× 3×           | Palatul Sporturilor, Rostov-pe-Don Asistență: 3.500 Arbitri: Mandák, Rudinský |

| 13 aprilie 2019 18:30 | Győri Audi ETO KC | 33 – 21 | Odense Håndbold | Audi Aréna, Győr Asistență: 5.500 Arbitri: Mitrović, Vešović |
| 13 aprilie 2019 18:30 | Amorim Taleska 7  | (18–10) | Offendal 5      | Audi Aréna, Győr Asistență: 5.500 Arbitri: Mitrović, Vešović |
| 13 aprilie 2019 18:30 | 3×                | Cronica | 1× 3×           | Audi Aréna, Győr Asistență: 5.500 Arbitri: Mitrović, Vešović |

| 13 aprilie 2019 19:15 | Vipers Kristiansand | 25 – 18 | ŽRK Budućnost  | Aquarama, Kristiansand Asistență: 2.150 Arbitri: Florescu, Stoia |
| 13 aprilie 2019 19:15 | Sulland 6           | (11–8)  | Grbić, Laslo 4 | Aquarama, Kristiansand Asistență: 2.150 Arbitri: Florescu, Stoia |
| 13 aprilie 2019 19:15 | 2× 3×               | Cronica | 6× 3×          | Aquarama, Kristiansand Asistență: 2.150 Arbitri: Florescu, Stoia |

| 13 aprilie 2019 21:00 | Metz Handball | 23 – 22 | CSM București | Arènes de Metz, Metz Asistență: 4.500 Arbitri: Mošorinski, Pandžić |
| 13 aprilie 2019 21:00 | Nocandy 6     | (11–9)  | Lekić 5       | Arènes de Metz, Metz Asistență: 4.500 Arbitri: Mošorinski, Pandžić |
| 13 aprilie 2019 21:00 | 3× 2×         | Cronica | 3× 2×         | Arènes de Metz, Metz Asistență: 4.500 Arbitri: Mošorinski, Pandžić |

## Final four
Formatul final cu patru echipe (Final four) a fost găzduit de Sala Sporturilor László Papp din Budapesta, Ungaria, pe 11 și 12 mai 2019. Pe 26 februarie 2019 s-a anunțat că Delo Group a devenit timp de două sezoane sponsorul principal al Ligii Campionilor EHF. Încă începând din sezonul 2018–2019, faza finală a competiției a fost redenumită DELO Final4 EHF Feminin.
Tragerea la sorți pentru Final4 a avut loc pe 16 aprilie 2019, începând de la ora locală 18:00, în studioul canalului de televiziune Sport 1, care a difuzat Liga Campionilor EHF în Ungaria. În afara transmiterii în direct pe Sport 1, tragerea la sorți a putut fi urmărită la nivel internațional pe canalul ehfTV, pe contul Facebook al Ligii Campionilor și pe Twitter.
Pe 10 mai 2019, în deschiderea evenimentului, cântăreața pop americană Anastacia a susținut un recital în sala László Papp.

### Echipe calificate
Cele patru echipe calificate în Final4 au fost:
- Rostov-Don
- Győri Audi ETO KC
- Vipers Kristiansand
- Metz Handball

|  | Semifinalele Sala László Papp, Budapesta | Semifinalele Sala László Papp, Budapesta |                         |    | Finala Sala László Papp, Budapesta | Finala Sala László Papp, Budapesta |
|  |                                          |                                          |                         |    |                                    |                                    |
|  | 11 mai 2019 (16:15 CET)                  |                                          |                         |    |                                    |                                    |
|  |                                          |                                          |                         |    |                                    |                                    |
|  | Vipers Kristiansand                      | 22                                       |                         |    |                                    |                                    |
|  | Vipers Kristiansand                      | 22                                       | 12 mai 2019 (18:00 CET) |    |                                    |                                    |
|  | Győri Audi ETO KC                        | 31                                       |                         |    |                                    |                                    |
|  | Győri Audi ETO KC                        | 31                                       | Győri Audi ETO KC       | 25 |                                    |                                    |
|  | 11 mai 2019 (19:00 CET)                  |                                          | Győri Audi ETO KC       | 25 |                                    |                                    |
|  |                                          | Rostov-Don                               | 24                      |    |                                    |                                    |
|  | Metz Handball                            | Rostov-Don                               | 24                      | 25 |                                    |                                    |
|  | Metz Handball                            |                                          |                         | 25 |                                    |                                    |
|  | Rostov-Don                               | 27                                       |                         |    |                                    |                                    |
|  | Rostov-Don                               | 27                                       | Finala mică             |    |                                    |                                    |
|  |                                          |                                          |                         |    |                                    |                                    |
|  | 12 mai 2019 (15:15 CET)                  |                                          |                         |    |                                    |                                    |
|  |                                          |                                          |                         |    |                                    |                                    |
|  | Vipers Kristiansand                      | 27                                       |                         |    |                                    |                                    |
|  | Vipers Kristiansand                      | 27                                       |                         |    |                                    |                                    |
|  | Metz Handball                            | 25                                       |                         |    |                                    |                                    |

### Semifinalele
| 11 mai 2019 16:15 | Vipers Kristiansand | 22 – 31 | Győri Audi ETO KC | Sala Sporturilor László Papp, Budapesta Asistență: 12.000 Arbitri: Alpaidze, Berezkina |
| 11 mai 2019 16:15 | Arntzen 5           | (8–18)  | Brattset 8        | Sala Sporturilor László Papp, Budapesta Asistență: 12.000 Arbitri: Alpaidze, Berezkina |
| 11 mai 2019 16:15 | 5× 3×               | Cronica | 3× 2×             | Sala Sporturilor László Papp, Budapesta Asistență: 12.000 Arbitri: Alpaidze, Berezkina |

| 11 mai 2019 19:00 | Metz Handball | 25 – 27 | Rostov-Don  | Sala Sporturilor László Papp, Budapesta Asistență: 12.000 Arbitri: Erdoğan, Özdeniz |
| 11 mai 2019 19:00 | Zaadi 9       | (8–15)  | Viahireva 7 | Sala Sporturilor László Papp, Budapesta Asistență: 12.000 Arbitri: Erdoğan, Özdeniz |
| 11 mai 2019 19:00 | 2×            | Cronica | 6× 3× 1×    | Sala Sporturilor László Papp, Budapesta Asistență: 12.000 Arbitri: Erdoğan, Özdeniz |

### Finala mică
| 12 mai 2019 15:15 | Metz Handball | 30 – 31 | Vipers Kristiansand | Sala Sporturilor László Papp, Budapesta Asistență: 12.000 Arbitri: Merz, Schilha |
| 12 mai 2019 15:15 | Zaadi 6       | (16–15) | Sulland 10          | Sala Sporturilor László Papp, Budapesta Asistență: 12.000 Arbitri: Merz, Schilha |
| 12 mai 2019 15:15 | 2×            | Cronica | 4× 3×               | Sala Sporturilor László Papp, Budapesta Asistență: 12.000 Arbitri: Merz, Schilha |

### Finala
| 12 mai 2019 18:00 | Rostov-Don | 24 – 25 | Győri Audi ETO KC | Sala Sporturilor László Papp, Budapesta Arbitri: Brehmer, Skowronek |
| 12 mai 2019 18:00 | Abbingh 7  | (11–15) | Amorim 7          | Sala Sporturilor László Papp, Budapesta Arbitri: Brehmer, Skowronek |
| 12 mai 2019 18:00 | 6× 3×      | Cronica | 6× 3× 2×          | Sala Sporturilor László Papp, Budapesta Arbitri: Brehmer, Skowronek |